# Vidrodjennea, Petropavlivka
Vidrodjennea (în ucraineană Відродження) este un sat în comuna Dmîtrivka din raionul Petropavlivka, regiunea Dnipropetrovsk, Ucraina.

## Demografie
Componența lingvistică a localității Vidrodjennea
     Ucraineană (83,87%)
     Rusă (7,53%)
Conform recensământului din 2001, majoritatea populației localității Vidrodjennea era vorbitoare de ucraineană (83,87%), existând în minoritate și vorbitori de armeană (8,6%) și rusă (7,53%).